# Cane da pastore di Piccardia
Il cane da pastore di Piccardia (anche chiamato Berger de Picardie, Berger Picard o Picardy Sheepdog) è una razza canina di origine francese riconosciuta dalla FCI (Standard N. 326, Gruppo 1, Sezione 1).

## Storia
Un'immagine di cani da pastore francesi risale al 1800, ma c'è chi ritiene che arrivarono con i Celti molti secoli prima. Un primo standard venne stilato nel 1912, ma è solamente nel 1925 che il Club francese del cane da pastore ufficializzò la razza stendendo uno standard definitivo. In seguito, ulteriori accoppiamenti hanno permesso che si fissassero i caratteri genetici e caratteriali della nuova razza. I primi esemplari si trovavano in Piccardia, dove le loro caratteristiche vennero molto apprezzate. Rischiò l'estinzione a causa dell'impiego bellico, oggi la razza è salva ma certo meriterebbe maggiore notorietà.

## Descrizione
La coda pende dritta con una leggera curvatura all'estremità. A riposo deve raggiungere l'articolazione del garretto. I colori: Grigio, grigio-nero, grigio-blu, grigio-rosso, fulvo chiaro o scuro. Senza grandi macchie bianche. Il mantello è duro, di media lunghezza (5-6 cm), non arricciato né liscio, deve essere ruvido e scricchiolare sotto le dita. Gli occhi sono di media grandezza, scuri. Né chiari, né di colori diversi. Le orecchie: medie, larghe alla base, portate dritte. Punte leggermente arrotondate. La testa è ben proporzionata. Pelo di una lunghezza di 4 cm, sopracciglia ben marcate. Stop molto leggero. Muso forte e non troppo leggero. Baffi e pizzo. I piedi sono moderatamente arcuati con forti unghie nere.

## Carattere
Il suo temperamento è equilibrato e adattabile, è un buon cane da famiglia molto sportivo, pieno di energia. Per questo, in mano a padroni troppo permissivi, può rivelarsi un po' indipendente. L'allevamento moderno ha certamente "ammorbidito" il temperamento focoso, ma resta un cane rustico, deciso e volitivo. È anche un buon guardiano, che si esprime bene nella difesa. Ama moltissimo l'acqua. Non è un cane di difficile gestione, purché le regole siano chiare fin dall'inizio, e soprattutto non vengano trasgredite. La convivenza con altri animali e simili non crea problemi purché vi sia abituato da cucciolo.
È fedele e si attacca al padrone.

## Cure
Anche se la razza non è una di quelle che si devono toelettare, il pettine e la spazzola sono comunque accessori indispensabili. Si può cominciare relativamente presto a prendersi cura del pelo. Il cane si abituerà rapidamente a questa operazione che, a seconda della lunghezza sarà più o meno indispensabile. Inoltre si deve abituare il Picard alla spazzolatura dei denti, questo esercizio permetterà, se viene fatto dalla più tenera età, di avere un cane preparato per essere manipolato "da cima a fondo"

## Consigli
È un cane di taglia media dall'aspetto rustico ma elegante nelle sue forme, molto muscoloso e di solida costruzione. Lo caratterizzano anche l'espressione intelligente, viva, sveglia e il suo aspetto da griffone. Non è il classico cane da appartamento, ma può adattarsi a vivere tra quattro mura, purché possa avere la possibilità di sfogare tutte le sue energie con l'Agility Dog o la ricerca su pista, perché ha un ottimo olfatto. È un cane eclettico, frugale e mai stanco, è un vigile conduttore di pecore e di bovini, attivo con la pioggia, nel fango, con il freddo, insomma un vero atleta

## Diffusione
Nel 2004 sono stati iscritti 4 cuccioli ai libri genealogici ENCI e sono i primi mai venduti in Italia

## Adatto per...
- Compagnia
- Guardia
- Protezione Civile
- Difesa
- Agility Dog

## Non adatto per...
- Fly ball
- Freestyle
- Obedience